# Anton de Kom

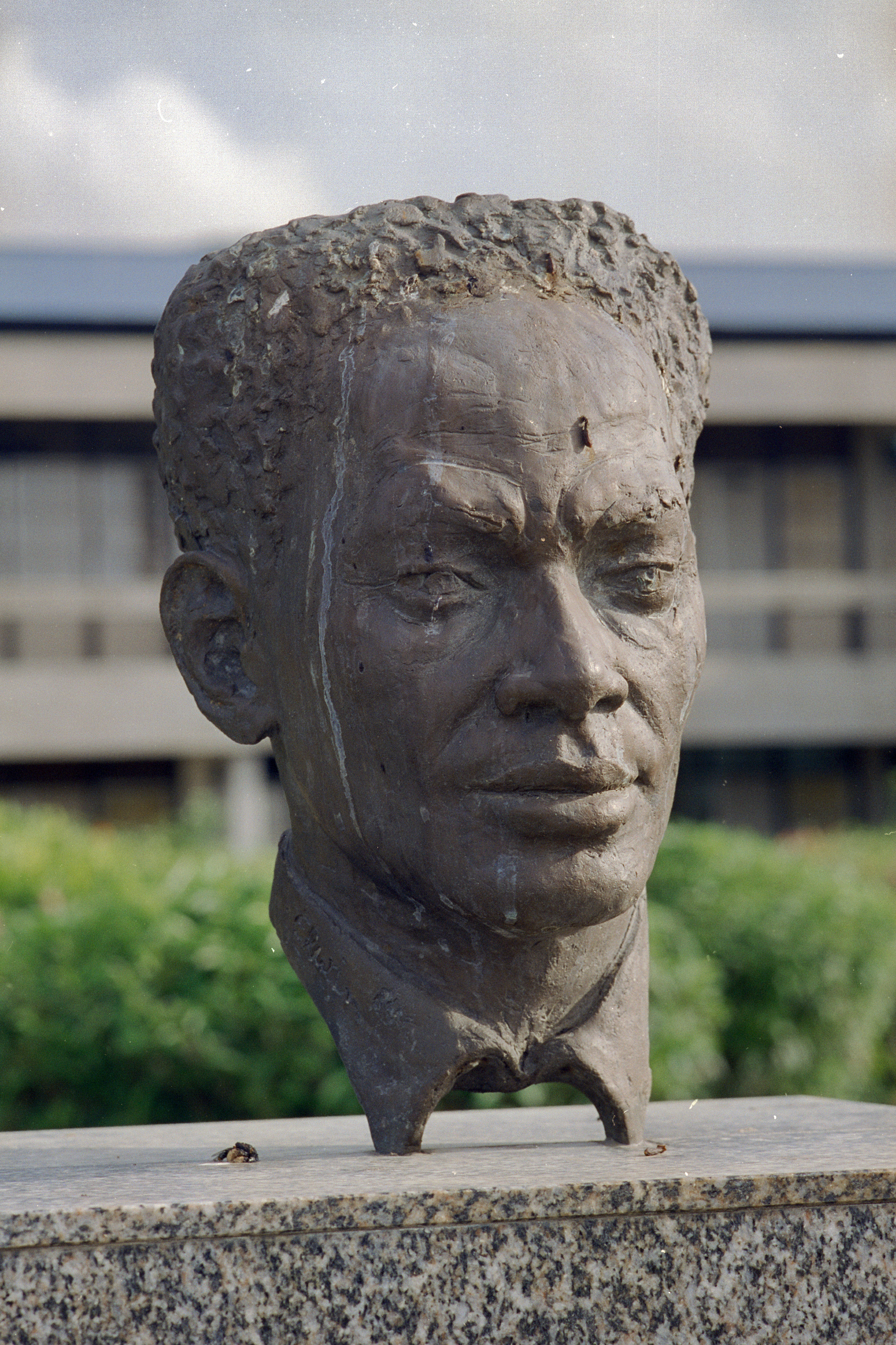
Beeld van Anton de Kom in Paramaribo

Cornelis Gerhard Anton de Kom (Paramaribo, 22 februari 1898 – Kamp Sandbostel (Neuengamme), 24 april 1945) was een Surinaamse antikoloniale, nationalistisch schrijver. In Suriname verzette hij zich tegen de Nederlandse koloniale overheersing, waardoor hij in 1933 wegens 'communistische agitatie' werd verbannen. Tijdens de Tweede Wereldoorlog was hij verzetsstrijder in Nederland.

## Leven tot 1939
De Kom werd geboren aan de Pontewerfstraat (later naar hem genoemd als de Anton de Komstraat) als zoon van de boer Adolf Damon de Kom en Judith Jacoba Dulder. Zijn vader was nog geboren in slavernij en behoorde toe aan de slavenmacht van plantage Molhoop, in eigendom toebehorend aan Hendrik Jan Veldwijk. Zijn naam is waarschijnlijk afgeleid van een plantage-eigenaar Mok. Zijn moeder kwam uit een familie die in 1841 werd vrijgekocht en had een winkel.
De Kom volgde de lagere school en de Mulo, en haalde het diploma boekhouden. Hij werkte bij de Balata Compagnieën Suriname en Guyana. Op 29 juli 1920 nam hij ontslag en verhuisde naar Haïti, waar hij ging werken bij de Societé Commerciale Hollandaise Transatlantique. Eind 1920 vertrok hij naar Nederland. Hij deed een jaar vrijwillig dienst bij de Huzaren. In 1922 ging hij bij een adviesbureau in Den Haag werken. Hij voetbalde daar in het eerste team van de voetbalclub VCS. Daar werd hij een jaar later wegens een reorganisatie ontslagen, waarna hij vertegenwoordiger in koffie, thee en tabak werd voor de Haagse koffiebranderij Reuser en Smulders. Hier leerde hij Petronella (Nel) Borsboom kennen, zijn latere echtgenote. Naast zijn werk was hij in tal van linkse organisaties actief, onder meer bij nationalistische organisaties van Indische studenten, en bij Links Richten. De Kom kreeg hierdoor een communistische reputatie in Nederland. Hij zag de communistische partij als bondgenoot in zijn strijd tegen het kolonialisme en schreef ook voor de Haagse illegale communistische krant De Vonk, maar was naar eigen zeggen nooit lid van de partij zelf. In deze periode begon Anton de Kom met het schrijven van Wij slaven van Suriname. De eerste versie hiervan was in 1931 gereed. Tot een publicatie kwam het echter niet, omdat De Kom vanwege de gezondheidstoestand van zijn moeder terugging naar Suriname.
De Kom vertrok op 20 december 1932 met zijn gezin naar Suriname, waar hij op 4 januari 1933 aankwam. Vanaf dat moment werd hij door het koloniale gezag scherp in de gaten gehouden. Hij vestigde een adviesbureau op het erf van het huis van zijn ouders, waar hij arbeiders adviseerde over hun rechten. Op 1 februari werd hij gearresteerd terwijl hij met een grote groep aanhangers op weg was naar gouverneur A.A.L. Rutgers. Op beschuldiging van een revolutiepoging werd De Kom diezelfde dag in Fort Zeelandia gevangen gezet. Zowel op 3 februari als een dag daarna verzamelden zijn aanhangers zich voor het kantoor van de procureur-generaal, om vrijlating van De Kom te eisen. Op dinsdag 7 februari kwam een grote menigte bijeen op het Gouvernementsplein (later Oranjeplein en tegenwoordig het Onafhankelijkheidsplein). Het gerucht ging dat De Kom zou worden vrijgelaten. Toen de menigte het plein niet wilde verlaten opende de politie het vuur. Er vielen twee doden en dertig gewonden. Deze dag staat sindsdien bekend als Zwarte Dinsdag.

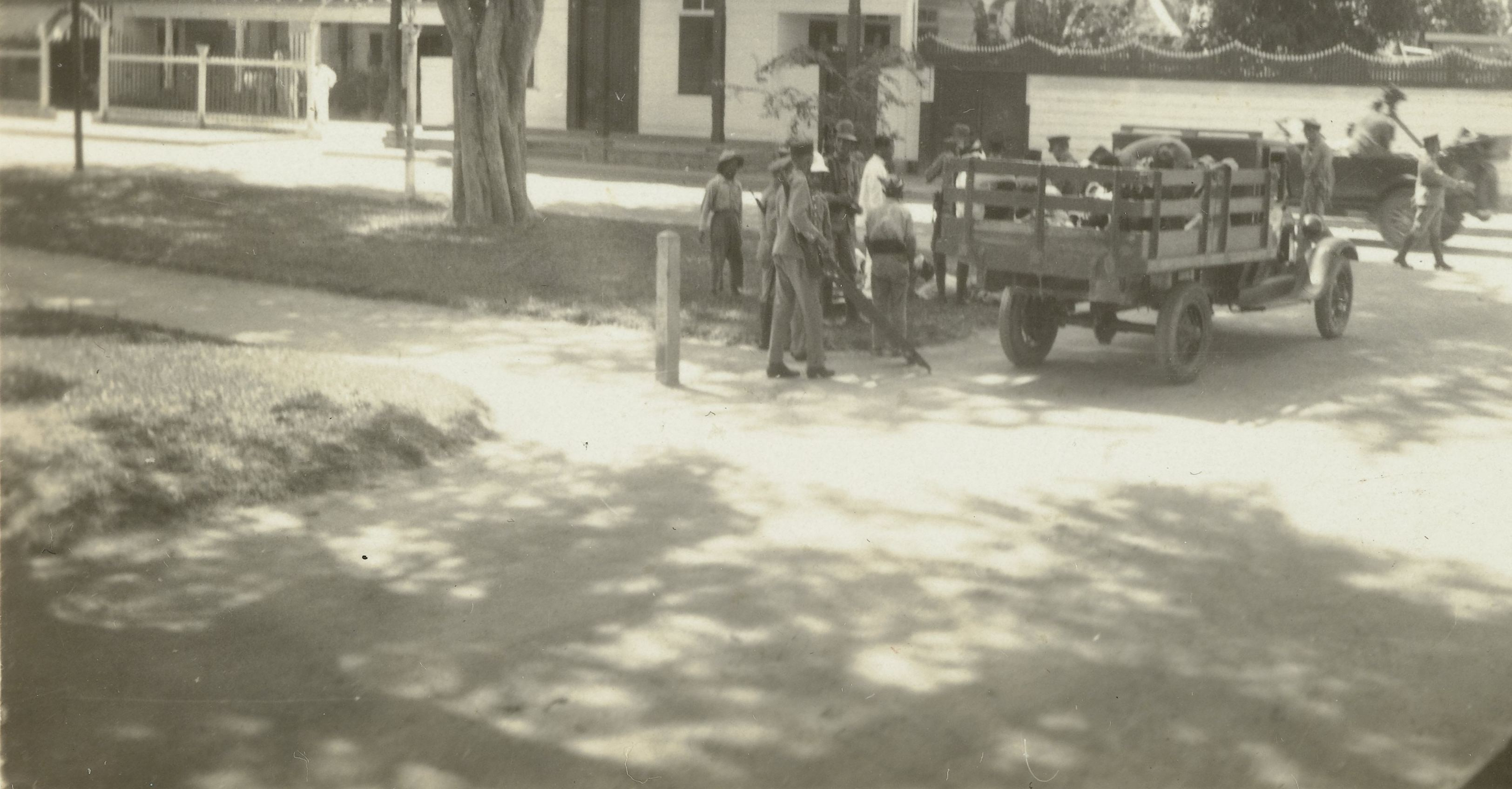
Zwarte Dinsdag in Paramaribo, 7 februari 1933

Op 10 mei werd De Kom op een schip naar Nederland gezet. Hij had weinig keuze; nog maandenlang vastzitten zonder vorm van proces, of met zijn gezin weer terugkeren naar Nederland. De zaak van Anton de Kom zorgde in die tijd voor opschudding in de politiek en de media. Anton de Kom werd hierbij voornamelijk gezien als communistische onruststoker. Ook media die kritisch waren op de regering volgden de situatie van Anton de Kom. Zo werd hij op de dag van zijn terugkomst geïnterviewd door de Tribune en werd over Anton de Kom geschreven in De Banier van Waarheid en Recht. Jaargangen waarin artikelen over Anton de Kom stonden waren in familiebezit en zijn door zijn familie aan het literatuurmuseum geschonken. Anton de Kom las deze kranten en artikelen over hem zijn door hem gemarkeerd.
Anton de Kom vond in Nederland geen regulier werk en schreef verder aan zijn boek Wij slaven van Suriname. Op 25 juni 1933 vond in Utrecht het Antifascisme congres plaats. Anton de Kom was een van de sprekers op het congres. Hij sprak over kolonialisme en fascisme en refereerde naar zijn boek Wij slaven van Suriname. Het jaar daarop, in 1934, verscheen Wij Slaven van Suriname, in gecensureerde vorm. In 1939 had hij een inzinking en werd hij 3 maanden opgenomen in de Ramaerkliniek in Den Haag vanwege zijn woedeaanvallen. Karin Amatmoekrim schreef over die periode in haar roman De man van veel (2013). De Kom deed mee aan werklozenacties en werd in 1939 ingezet bij de Werkverschaffing. Voor de oorlog hield hij op communistische bijeenkomsten lezingen over het kolonialisme; hij had regelmatig contact met de Haagse communistische auteur Nico Wijnen.

## De Kom als verzetsstrijder
Na de Duitse inval in 1940, sloot De Kom zich aan bij het communistisch georiënteerde Nederlands verzet. Hij schreef op verzoek van Nico Wijnen artikelen voor het communistische verzetsblad De Vonk en later voor het Revolutionair Socialistische blad met dezelfde naam, waarvan hij een van de oprichters, de schrijver Jef Last kende.
Op 7 augustus 1944 werd hij gearresteerd voor de deur van zijn woning aan de Johannes Camphuysstraat 296 in het Haagse Bezuidenhout. Hij werd gevangengezet in de gevangenis van Scheveningen (Oranjehotel), en werd diezelfde maand overgeplaatst naar Kamp Vught. Begin september 1944 kwam hij in Sachsenhausen terecht, waar hij moest werken voor de Heinkel vliegtuigfabriek.

## Overlijden

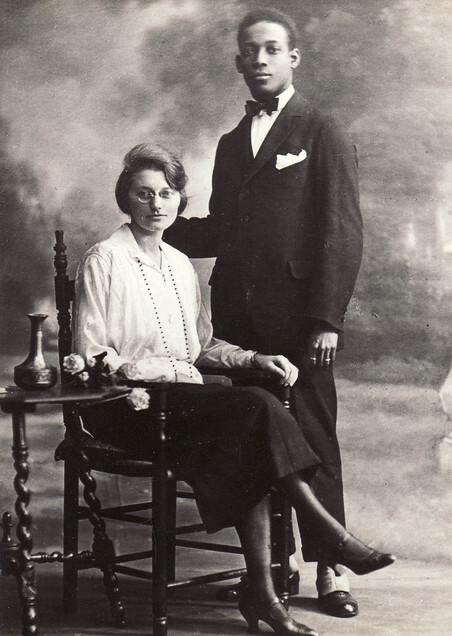
De Kom en zijn vrouw Nel Borsboom (1926)

De Kom overleed op 24 april 1945 aan tuberculose in Kamp Sandbostel bij Bremervörde, een zogeheten buitenkamp van concentratiekamp Neuengamme. Hij werd begraven in een massagraf. 
Na de Tweede Wereldoorlog raakte hij in vergetelheid, maar hij werd in de jaren 1960 herontdekt en omarmd door onder andere Surinaamse studenten die in Nederland studeerden.
Pas in 1960 werden zijn stoffelijke resten gevonden en overgebracht naar Nederland. Ze zijn bijgezet op de erebegraafplaats te Loenen. Postuum werd hem in 1982 het Verzetsherdenkingskruis toegekend.
De Kom was gehuwd met Petronella Borsboom. Het echtpaar had vier kinderen. Hun zoon Cees de Kom woonde tot diens overlijden in november 2021 in Suriname. Judith de Kom (1931-2024) kreeg bekendheid als voordrachtskunstenaar en stemactrice. Hun kleinzoon is de dichter en psychiater Antoine de Kom.

## De Koms geschriften

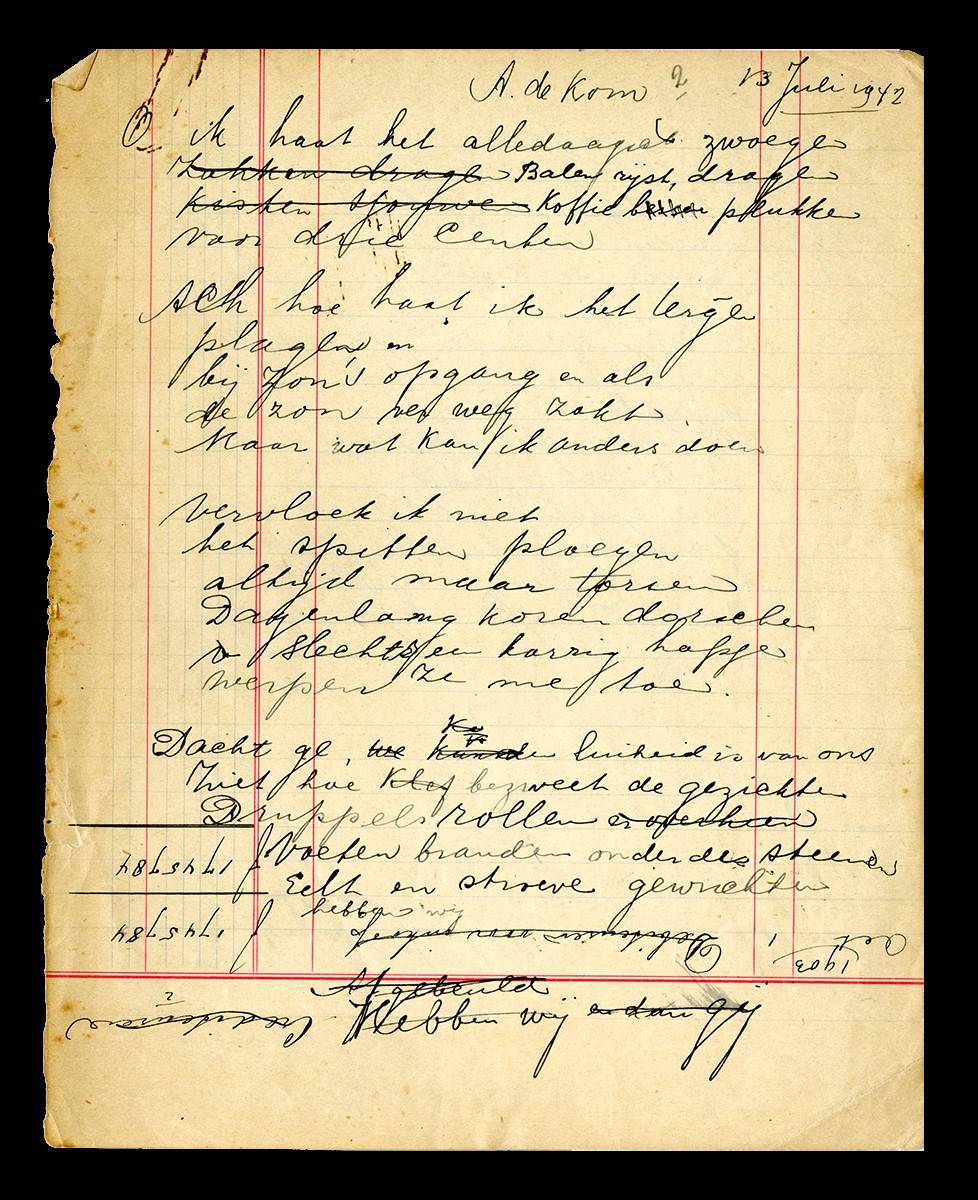
Manuscript Ik haat het alledaagse zwoegen (1942)
(Uit de collectie van het Literatuurmuseum)

Van De Koms werken is veel verdwenen. Zijn belangrijkste werk is een historisch essay dat voor de nationale bewustwording van Surinamers van groot belang is geweest: Wij slaven van Suriname (1934). Van zijn ongepubliceerde roman Ons bloed is rood verschenen fragmenten (De vergadering en een later fragment) in het tijdschrift Buiten de Perken (1965, nrs. 50 en 54) naar aanleiding van de bewering van Jef Last in Het Vaderland dat híj de eigenlijke schrijver was - wat tot een heftige controverse leidde. Later verscheen een fragment in het tijdschrift Adek (1983, nr. 5), van het filmscript Tjiboe is een stuk opgenomen in de bloemlezing Verhalen van Surinaamse schrijvers (1989). In 1969 verschenen gedichten onder de titel Strijden ga ik (Stichting tot behoud en stimulatie van Surinaamse Kunst, Kultuur en Wetenschap). Zijn politieke geschriften en toespraken werden aangekondigd onder de titel A. De Kom spreekt door het Anton de Kom/Abraham Behr-Instituut, maar die uitgave is nooit verschenen.
Eind 2008 zorgde de Vereniging Ons Suriname ervoor dat een groot aantal literaire manuscripten boven water kwam. In de jaren zestig waren ze in leen gegeven aan Surinaamse studenten in Leiden en sindsdien spoorloos verdwenen. Het ging om enkele versies van het filmscenario Tjiboe, om delen van twee romans (Ons bloed is rood en Om een hap rijst).
Op 24 februari 2009 vond de overdracht plaats van het literaire archief van Anton de Kom - door zijn kinderen Ad en Judith - aan prof.dr. Michiel van Kempen van de Universiteit van Amsterdam. Het archief, dat ook de handschriften van De Koms gedichten bevat, werd beschikbaar gesteld voor onderzoekers middels digitalisering. Dit archief is overgedragen aan het Nederlands Letterkundig Museum in Den Haag.
In 2022 verscheen Anangsieh Tories, een bundel verhalen over de spin Anansi. De verhalen waren door De Kom in schriften opgetekend en werden door hem voor het slapengaan van zijn kinderen voorgelezen. De schriften zijn onderdeel van de collectie van het Literatuurmuseum.
In 2022 verscheen bij de Amsterdam University Press ook een editie van Wij slaven van Suriname in de reeks Tekst in context, waarmee het boek beschikbaar kwam in een reeks bestemd voor de hogere klassen van het voortgezet onderwijs, en waardoor de tekst dus uitkwam in een reeks groten van de Nederlandse letteren als Hooft, Vondel en Multatuli. De fullcolour uitgave werd verzorgd door Henna Goudzand Nahar en Michiel van Kempen en bevat uitvoerige commentaren op het leven van De Kom en op allerlei aspecten van de tekst, alsook uitvoerige literatuurverwijzingen en didactische vragen en opdrachten, met een afzonderlijke docentenhandleiding.

## Canon van Nederland
Op 22 juni 2020 werd de persoon Anton de Kom toegevoegd aan de Canon van Nederland, een overzicht van onderwerpen die iedere Nederlander over de Nederlandse geschiedenis zou moeten weten. In het kader daarvan schilderde Hedy Tjin de Muurschildering Anton de Kom aan het Anton de Komplein in Amsterdam.

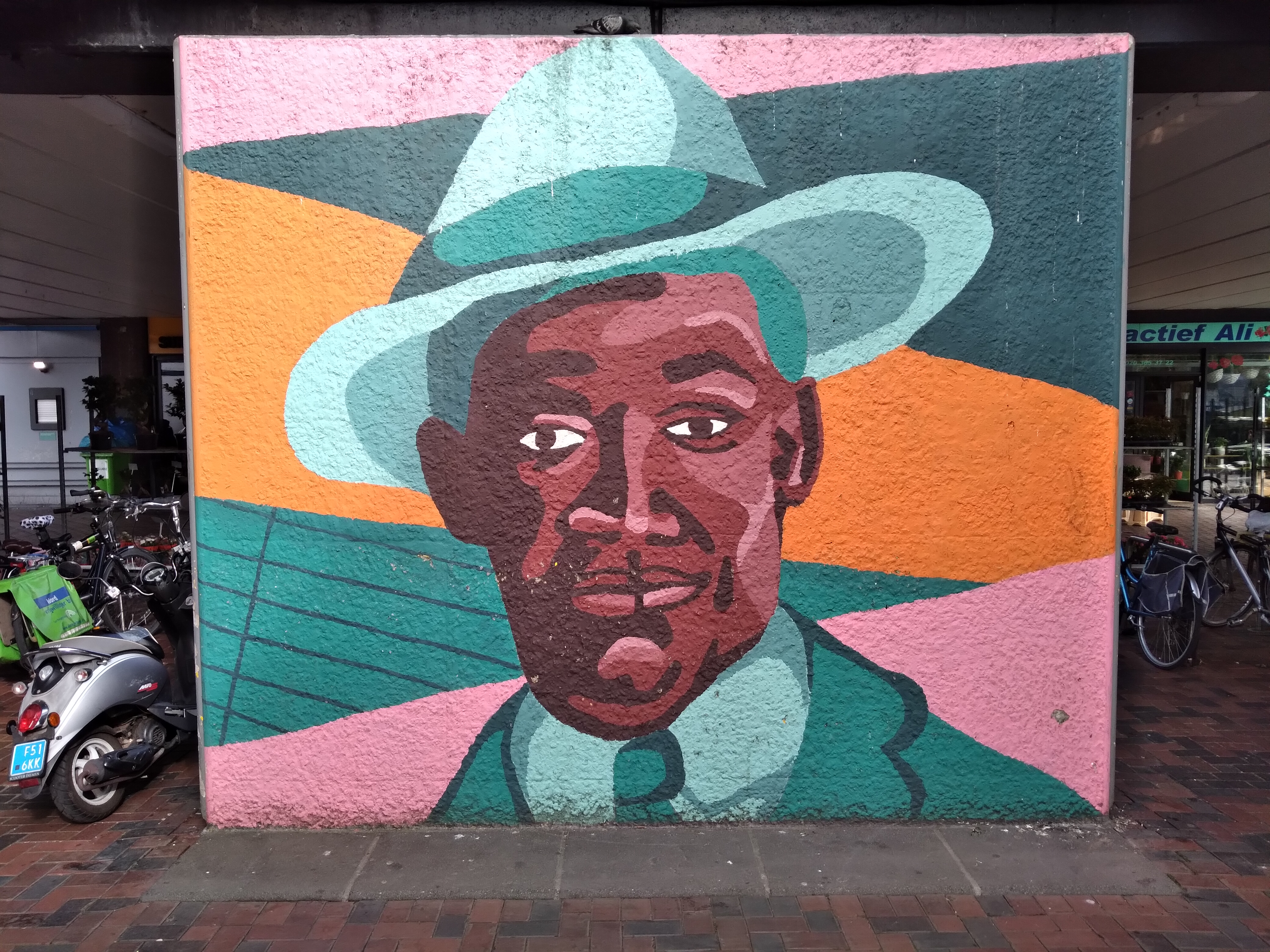
Muurschildering Anton de Kom

In dezelfde zomer schilderde Tjin samen met Dewy Elsinga de muurschildering De muur van Surinaamse en zwarte helden naast de ingang van het Hugo Olijfveldhuis, waar The Black Archives en Vereniging Ons Suriname gevestigd zijn. Op de muurschildering zijn, naast De Kom, de Surinaamse en zwarte helden Perez Jong Loy, Cindy Kerseborn, Sophie Redmond en Hugo Kooks afgebeeld. Deze muurschildering werd op 3 december 2020 beklad met witte verf en stickers met de tekst Roetveeg Piet = Genocide.

## Excuses en leerstoel (2023)
Op 19 juni 2023 bood Wopke Hoekstra, de minister van Buitenlandse Zaken, officieel excuses aan aan de nazaten van Anton de Kom namens het kabinet. Daar waren onder andere de twee toentertijd nog levende kinderen van De Kom, Ad (96 jaar oud, overleden op 28 februari 2024) en Judith (93 jaar oud, overleden op 13 oktober 2024) bij aanwezig.
Daarnaast werd aangekondigd dat er vanaf september 2023 een Anton de Kom-leerstoel zou worden ingesteld aan de Vrije Universiteit (Amsterdam). De eerste hoogleraar die deze leerstoel bekleedde was Guno Jones, sinds 1 december 2023. Zijn oratie hield hij op 21 juni 2024.

## Eerbetoon

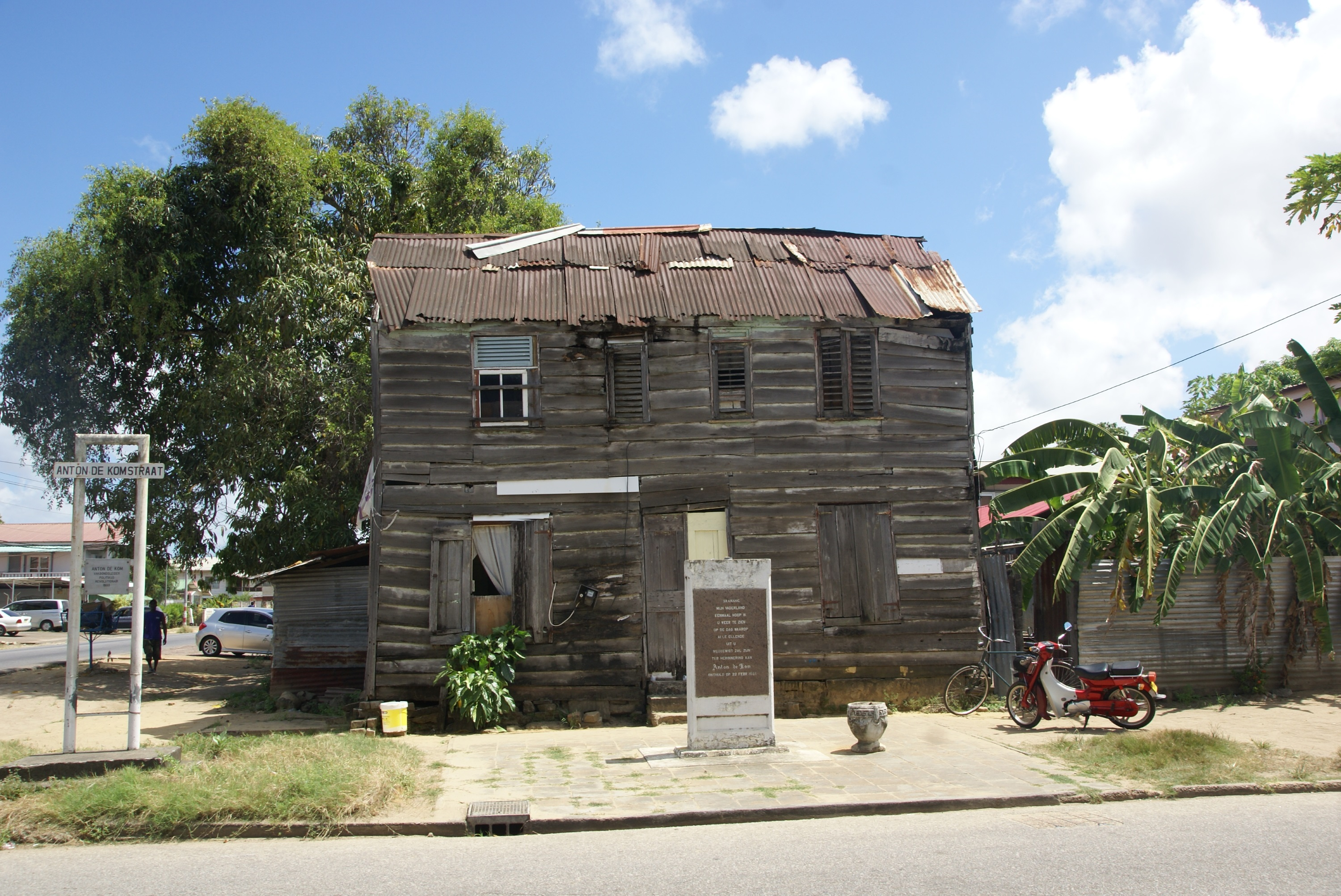
In 1985 werd bij het geboortehuis van Anton de Kom aan de Anton de Komstraat (voorheen Pontewerfstraat) in Paramaribo een monument onthuld met de tekst Sranang mijn vaderland eenmaal hoop ik u weer te zien op de dag waarop alle ellende uit u weggewist zal zijn (foto uit 2016).

In 1967 kwam een keerpunt in het beeld over Anton de Kom die langzaamaan leidde tot eerherstel. In dat jaar begonnen leden van de Surinaamse Studenten Unie  in Leiden met het overtypen, stencillen en verspreiden van Wij slaven van Suriname. Studenten reageerden enthousiast toen ze het boek onder ogen kregen.
Anton de Kom kreeg postuum een aantal eerbetonen op zijn naam. Hier volgt een incompleet overzicht:
- De Anton de Kom Universiteit van Suriname, tot 1983 de 'Universiteit van Suriname'.
- De Anton de Komstraat in Frimangron in Paramaribo, de straat waar het geboortehuis van De Kom staat. Tot 1981 heette de straat de Pontewerfstraat.[49]
- Borstbeeld op de campus van de Anton de Kom Universiteit.[50]
- Standbeeld voor de ingang van de Anton de Kom Universiteit.[51]
- Gedenksteen voor zijn geboortehuis
- De Anton de Komstraat in Den Haag, stadsdeel Loosduinen.
- Het Anton de Komplein in de Amsterdamse Bijlmermeer in stadsdeel Zuidoost, ten oosten van het Bijlmerplein en de Amsterdamse Poort. Onder andere het stadsdeelkantoor van Zuidoost ligt aan dit plein.
- De Anton de Kombrug in de Vermiljoenweg in Zaandam kreeg deze naam op 1 juli 2013, 150 jaar na de afschaffing van de slavernij. De brug overspant niet alleen het water de Gouw maar ook de Laan der Vrijheid en de Martin Luther Kingweg. De wijken aan beide zijden van de brug hebben ook toepasselijke namen: de Verzetsheldenbuurt en de Kleurenbuurt.
- Het Monument voor Anton de Kom van Jikke van Loon op het Anton de Komplein in Amsterdam, onthuld op 24 april 2006.
- De jaarlijkse Anton de Kom-lezing (tot 2007 'LBR-lezing' waarin 'LBR' staat voor 'Landelijk Bureau ter bestrijding van Rassendiscriminatie') over discriminatie en intolerantie sinds 1999.
- De Anton de Kom Stichting is opgericht in 1985 door de kinderen van Anton de Kom om zijn het werk en gedachtegoed te verspreiden, voor maatschappelijke projecten en voor naar eerherstel voor De Kom in Nederland.[52]
- Gedenksteen van Anton de Kom in de vorm van een schrijverssteen voor de schrijver, vrijheidsstrijder en verzetsman in de Nieuwe Kerk in Amsterdam, onthuld op 24 november 2022. Het ontwerp is van Natasja Kensmil[53]
- De Anton de Kom-leerstoel is ingesteld aan de Vrije Universiteit (Amsterdam) is ingesteld sinds september 2023[41][42][44]
- In 2022 werd Anton de Kom een maand opgenomen op de Iconenkalender van NAKS.[54]

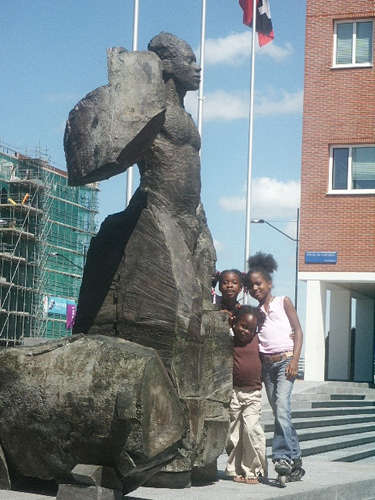
Monument voor Anton de Kom, Amsterdam-Zuidoost (beeld: Jikke van Loon), foto:2007
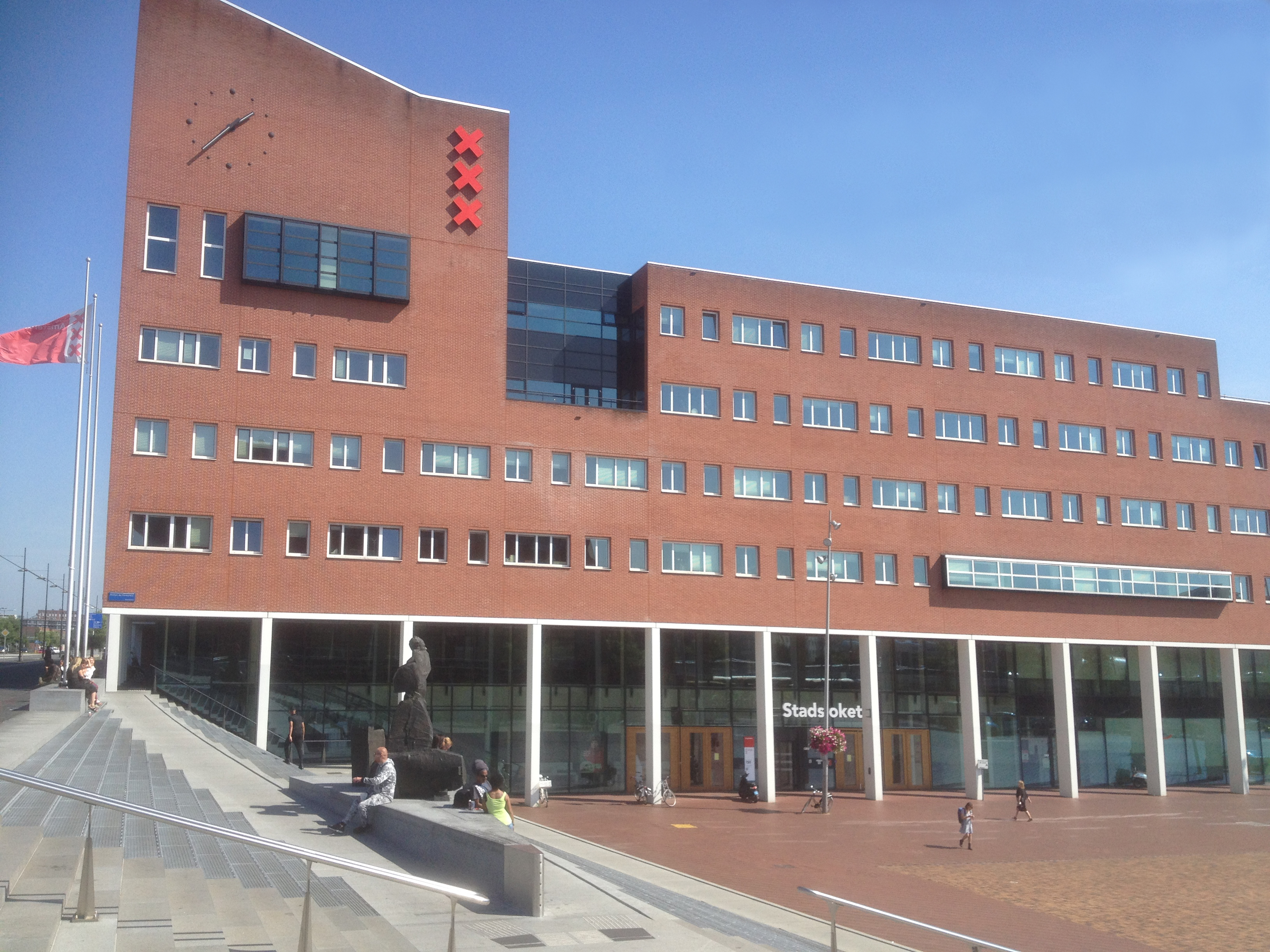
Anton de Komplein, Amsterdam-Zuidoost
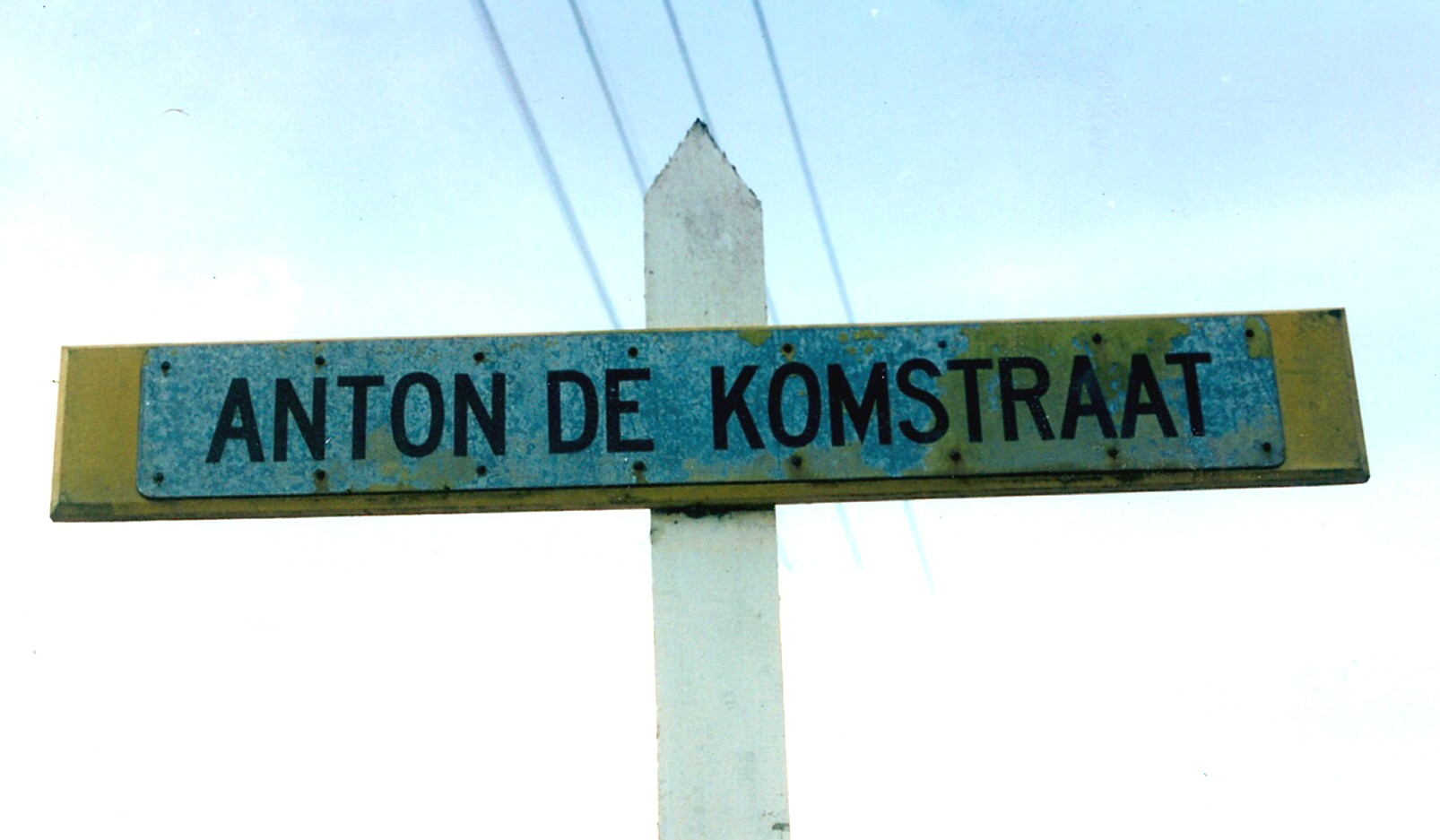
Naambordje van de Anton de Komstraat in Paramaribo
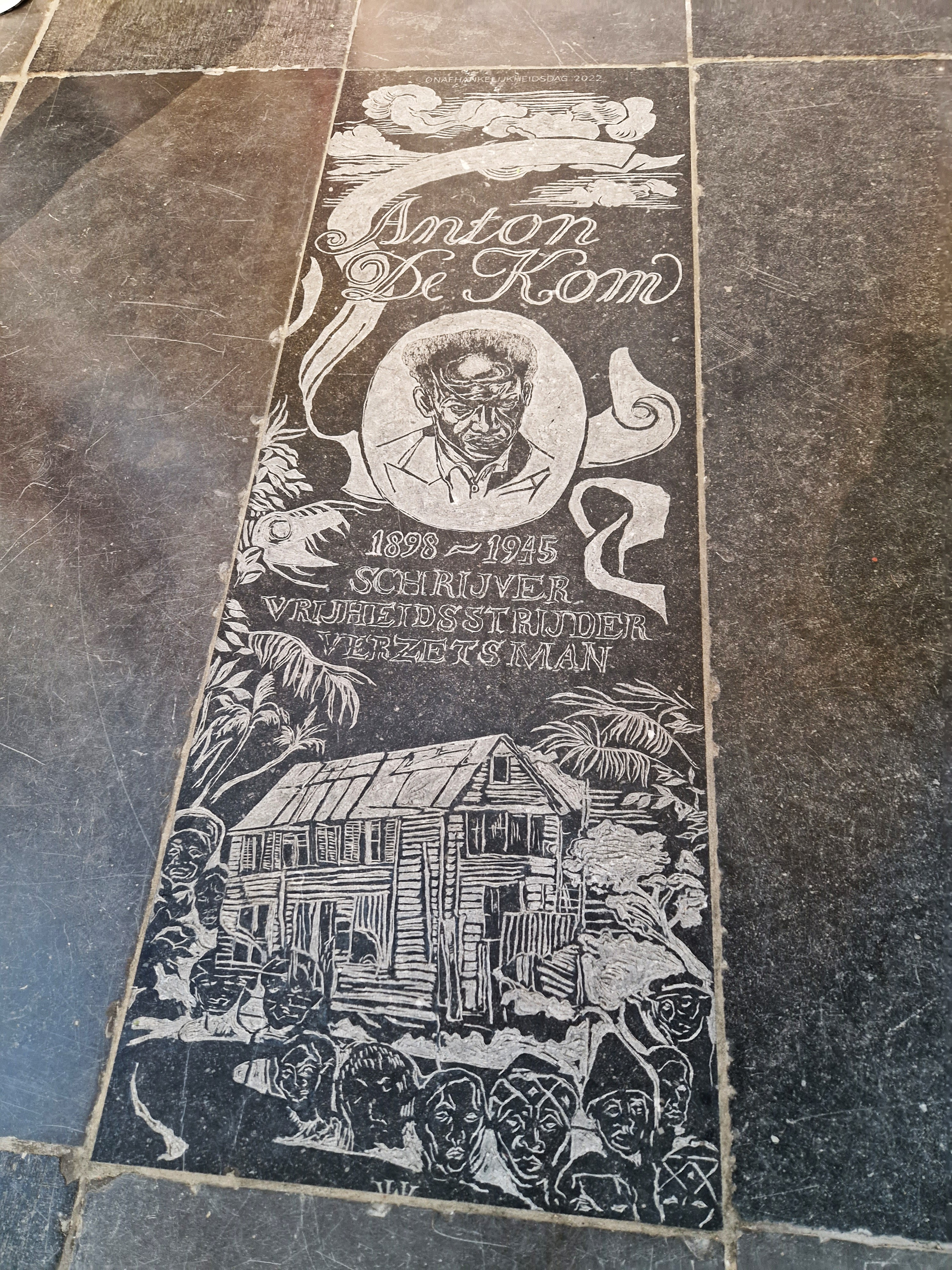
Gedenksteen van Anton de Kom in de Nieuwe Kerk in Amsterdam

## Publicaties
| Jaar           | Titel                                               | Uitgever                                                                                   | Notitie |
| -------------- | --------------------------------------------------- | ------------------------------------------------------------------------------------------ | --- |
| 1934           | Wij slaven van Suriname                             |                                                                                            | - 1935 - Vertaling (Duits) Wir Sklaven von Surinam door Augusta de Wit, Moskau, Verlagsgenossenschaft ausländischer Arbeiter in der UdSSR - 1971 - Eerste ongecensureerde uitgave in het Nederlands - 1981 - Vertaling (Spaans) Nosotros esclavos de Surinam in de serie 'Estudios', La Habana: Casa de las Americas, Coleccion Nuestros paises - 1987 - Vertaling (Engels) We slaves of Surinam. London, Zed ISBN 0-86232-453-X - 2003 - 10e druk, met een voorwoord van John Jansen van Galen en een extra voorwoord van Mildred Caprino, RVU i.s.m. Uitgeverij Contact, ISBN 90-254-9605-9 - 2018 - Wij slaven van Suriname, in makkelijke taal, bewerking in eenvouding Nederlands: Jet Doedel; Amsterdam, Uitgeverij eenvoudig communiceren - 2020 - 16e druk, met inleidingen van Tessa Leuwsha, Duco van Oostrum en Mitchell Esajas, Uitgeverij Atlas/Contact, ISBN 978-90-450-4109-4 - 2022 - Een editie voor het onderwijs in de reeks 'Tekst in context', bezorgd door Henna Goudzand Nahar en Michiel van Kempen |
| 1969 (postuum) | Strijden ga ik                                      | Stichting tot behoud en stimulatie van Surinaamse Kunst, Kultuur en Wetenschap, Paramaribo | |
| 1981 (postuum) | Gedichten en teksten van Anton de Kom               | Surinaams Volkscultureel Assemblee, Utrecht                                                | |
| 2022 (postuum) | Anangsieh tories. Verhalen van de spin uit Suriname | Atlas Contact, Amsterdam                                                                   | Geïllustreerd door Brian Elstak, ISBN 978-90-450-4588-7 |
| 2023 (postuum) | Vandaag vrij, altijd vrij. De gedichten             | Atlas Contact, Amsterdam                                                                   | Voorwoord door Babs Gons, ISBN 9789025474737 |